# Johann Philipp Becher
Johann Philipp Becher (* 26. Dezember 1752 in Kupferhütte bei Dillenburg; † 26. April 1831 in Wiesbaden) war ein deutscher Berg- und Hüttentechniker sowie Mineraloge.

## Leben
Der Sohn eines Hüttenmannes genoss einigen Unterricht in Herborn und widmete sich 1771 der Erlernung der für den Berg- und Hüttenmann notwendigen Kenntnisse durch praktische Arbeiten und durch Selbststudien, die durch einen kurzen Besuch der Bergakademie in Freiberg 1774 ihren Abschluss fanden.
Nach seiner Rückkehr aus Freiberg erhielt der mit Kenntnissen und Fähigkeiten reich ausgestattete junge Becher zuerst eine Anstellung in Dillenburg und stieg von da an rasch 1793 zur Stellung eines Bergrats und 1800 eines Oberbergrats. Zur Zeit der französischen Okkupation wurde er zum Generalinspektor der Berg- und Hüttenwerke und 1816 bei Errichtung eines Oberbergamtes in Bonn als Oberbergrat und Oberbergmeister in dieses Kollegium berufen.
Bei Gelegenheit seines 50-jährigen Dienstjubiläums zum Doktor ernannt, erhielt er zugleich auch den Roten Adlerorden 3. Klasse. Am Schluss seines vorzüglich dem Dienstberuf gewidmeten Lebens weilte Becher in Pension in Wiesbaden.

## Werk
Als Frucht seiner auch wissenschaftlichen regen Tätigkeit erschien 1786 in Berlin seine Mineralogische Beschreibung des Westerwaldes, eine sehr gründliche und erschöpfende Schilderung der Gebirgsverhältnisse dieses Landstrichs, nach dem damaligen Stand der Wissenschaft eine hervorragende Leistung. Schon 1789 folgte die Mineralogische Beschreibung der Oranien-Nassauischen Lande, eine schätzenswerte Bereicherung der Literatur durch die Fülle der darin enthaltenen genauen Angaben über das Vorkommen und die Verbreitung von Mineralien.
Außerdem äußerte sich Becher wissenschaftlich in zahlreichen kleineren Aufsätzen, vornehmlich über Gegenstände des Hüttenwesens, zum Beispiel Versuche mit verkohltem und unverkohltem unterirdischem Holz beim Eisenschmelzen, und durch seine Teilnahme an der Bearbeitung von Nicolais Allgemeiner deutscher Bibliothek.